# Collegio elettorale di Aversa (Senato della Repubblica)
Il collegio di Aversa fu un collegio elettorale uninominale della Repubblica Italiana per l'elezione del Senato della Repubblica. Apparteneva alla circoscrizione Campania e fu utilizzato per eleggere un senatore nella XII, XIII e XIV legislatura.
Venne istituito nel 1993 con la cosiddetta Legge Mattarella (Legge n. 276, Norme per l'elezione del Senato della Repubblica), attuata in seguito al referendum abrogativo del 1993. La legge istituì per la Camera dei deputati e per il Senato della Repubblica un sistema di elezione misto, in parte maggioritario e in parte proporzionale. Il 75% dei parlamentari dell'assemblea veniva eletto in collegi uninominali tramite sistema maggioritario a turno unico; il restante 25% al Senato veniva eletto tramite recupero proporzionale dei più votati non eletti attraverso un meccanismo di calcolo denominato "scorporo", cioè sottraendo dal conteggio dei voti totali di una lista nella parte proporzionale i voti ottenuti dai candidati collegati alla medesima lista che erano eletti nei collegi uninominali con il sistema maggioritario.
Il collegio venne abolito insieme a tutti gli altri che costituivano il Senato con la promulgazione della legge elettorale successiva, la cosiddetta Legge Calderoli. Questa prevedeva un sistema proporzionale con premio di maggioranza, che al Senato veniva attribuito a livello regionale.

## Territorio
Il collegio di Aversa era uno dei 22 collegi uninominali in cui era suddivisa la Campania e, come previsto dal D.Lgs. del 20 dicembre 1993 n. 535, era interamente compreso nella provincia di Caserta e comprendeva i seguenti comuni: Aversa, Cancello ed Arnone, Carinaro, Casal di Principe, Casaluce, Casapesenna, Castel Volturno, Cesa, Francolise, Frignano, Grazzanise, Gricignano di Aversa, Lusciano, Orta di Atella, Parete, San Cipriano d'Aversa, San Marcellino, Sant'Arpino, Santa Maria la Fossa, Succivo, Teverola, Trentola-Ducenta, Villa Literno e Villa di Briano.

## Eletti
| Elezione | Elezione | Senatore          | Partito                 |
| -------- | -------- | ----------------- | ----------------------- |
|          | 1994     | Michele Corvino   | Progressisti            |
|          | 1996     | Lorenzo Diana     | L'Ulivo (PDS/DS)        |
|          | 2001     | Pasquale Giuliano | Casa delle Libertà (FI) |

## Dati elettorali

### XII legislatura
|                               | Michele Corvino ✔️ Eletto | Progressisti          | 44 200  | 38,95 |  |  |  |  |  |
|                               | Ennio Italico Noviello    | Polo del Buon Governo | 36 988  | 32,60 |  |  |  |  |  |
|                               | Tiberio Cecere            | Patto per l'Italia    | 21 022  | 18,53 |  |  |  |  |  |
|                               | Vincenzo Natale           | Unità Popolare        | 11 260  | 9,92  |  |  |  |  |  |
| Totale                        | Totale                    | Totale                | 113 470 | 100   |  |  |  |  |  |
|                               |                           |                       |         |       |  |  |  |  |  |
| Voti non validi               | Voti non validi           | Voti non validi       | 16 491  | 12,69 |  |  |  |  |  |
| Votanti                       | Votanti                   | Votanti               | 129 961 | 81,80 |  |  |  |  |  |
| Elettori                      | Elettori                  | Elettori              | 158 877 |       |  |  |  |  |  |
|                               |                           |                       |         |       |  |  |  |  |  |
| Data: 27-28 marzo 1994        |                           |                       |         |       |  |  |  |  |  |
| Fonte: Ministero dell'interno |                           |                       |         |       |  |  |  |  |  |

### XIII legislatura
|                               | Lorenzo Diana ✔️ Eletto  | L'Ulivo                            | 53 232  | 46,09 |  |  |  |  |  |
|                               | Filippo Reccia ✔️ Eletto | Polo per le Libertà                | 52 824  | 45,74 |  |  |  |  |  |
|                               | Guido Dello Vicario      | Movimento Sociale Fiamma Tricolore | 6 437   | 5,57  |  |  |  |  |  |
|                               | Giuseppe Iavazzo         | Socialista                         | 2 057   | 1,78  |  |  |  |  |  |
|                               | Enrico Marotta           | Democrazia Sociale                 | 938     | 0,81  |  |  |  |  |  |
| Totale                        | Totale                   | Totale                             | 115 488 | 100   |  |  |  |  |  |
|                               |                          |                                    |         |       |  |  |  |  |  |
| Voti non validi               | Voti non validi          | Voti non validi                    | 12 369  | 9,67  |  |  |  |  |  |
| Votanti                       | Votanti                  | Votanti                            | 127 857 | 77,10 |  |  |  |  |  |
| Elettori                      | Elettori                 | Elettori                           | 165 823 |       |  |  |  |  |  |
|                               |                          |                                    |         |       |  |  |  |  |  |
| Data: 21 aprile 1996          |                          |                                    |         |       |  |  |  |  |  |
| Fonte: Ministero dell'interno |                          |                                    |         |       |  |  |  |  |  |

### XIV legislatura
|                               | Pasquale Giuliano ✔️ Eletto | Casa delle Libertà                   | 60 599  | 46,86 |  |  |  |  |  |
|                               | Vincenzo Falco              | L'Ulivo                              | 42 105  | 32,56 |  |  |  |  |  |
|                               | Luigi Scalzone              | Democrazia Europea                   | 10 052  | 7,77  |  |  |  |  |  |
|                               | Giovanni Pirozzi            | Partito della Rifondazione Comunista | 6 132   | 4,74  |  |  |  |  |  |
|                               | Salvo Sagliocco             | Lista Di Pietro                      | 4 434   | 3,43  |  |  |  |  |  |
|                               | Vincenzo De Simone          | Fiamma Tricolore                     | 2 534   | 1,96  |  |  |  |  |  |
|                               | Domenico D'Elena            | Lista Pannella-Bonino                | 1 735   | 1,34  |  |  |  |  |  |
|                               | Ersilia Tufano              | Movimento delle Libertà              | 1 167   | 0,90  |  |  |  |  |  |
|                               | Domenico Fucci              | Forza Nuova                          | 574     | 0,44  |  |  |  |  |  |
| Totale                        | Totale                      | Totale                               | 129 332 | 100   |  |  |  |  |  |
|                               |                             |                                      |         |       |  |  |  |  |  |
| Voti non validi               | Voti non validi             | Voti non validi                      | 15 456  | 10,67 |  |  |  |  |  |
| Votanti                       | Votanti                     | Votanti                              | 144 788 | 80,77 |  |  |  |  |  |
| Elettori                      | Elettori                    | Elettori                             | 179 265 |       |  |  |  |  |  |
|                               |                             |                                      |         |       |  |  |  |  |  |
| Data: 13 maggio 2001          |                             |                                      |         |       |  |  |  |  |  |
| Fonte: Ministero dell'interno |                             |                                      |         |       |  |  |  |  |  |